# Angoche
Angoche es una ciudad y también uno de los veintiún distritos que forman la provincia de Nampula en la zona septentrional de Mozambique, región fronteriza con las provincias de Cabo Delgado de Niassa y de Zambezia. Región ribereña del océano Índico.
La sede de este distrito es la ciudad de Angoche.

## Geografía
Este distrito tiene una extensión superficial de 3 311 km² y una población de 228 526 habitantes en 1977 y 273 073 en 2005.
Distrito situado en la zona costera al sur de la provincia. Linda al norte con el distrito de Mogincual; al sur con el de Moma; al este con el océano Índico; y al oeste con el distrito de Mogovolas.

## División administrativa
Este distrito formado por seis localidades, se divide en cuatro puestos administrativos (posto administrativo), con la siguiente población censada en 2005:
- Ciudad de Angoche, sede, 102 409.
- Aube, 37 998 (Catambo).
- Namaponda, 36 681.
- Boila-Nametoria, 95 985 (Naiculo y Nabruma).

## Historia
Llamada Angoxa en los manuscritos portugueses de las primeras exploraciones, 
llevó luego, durante la colonización portuguesa, el nombre del político y administrador António Enes. En 1976 recibe la actual denominación y desde 1998 es asimismo un municipio.

## Características
La localidad es un antiguo puerto comercial musulmán, fundado por lo menos en el siglo XV. Por su importancia en el comercio de oro y marfil se convirtió en sultanato. A finales del siglo XVI fue reemplazado por Quelimane como puerto regional. Sin embargo, conserva estrechas relaciones con Isla de Mozambique. En el siglo XIX se convirtió en el centro de la trata de esclavos, que continuó hasta los años 1860.
En frente de sus costas se encuentra la isla de angoche.

## Demografía
| Año  | Población |
| ---- | --------- |
| 1997 | 60.495    |
| 2007 | 82.388    |